# 相模原市立麻溝小学校
相模原市立麻溝小学校（さがみはらしりつ あさみぞ しょうがっこう）は、神奈川県相模原市南区下溝にある公立小学校。

## 教育目標
- 互いに学び合い、高め合う子どもの育成
  - 健康で明るい子
  - 深く考え行動する子
  - 進んで働きがんばる子
  - 素直で思いやりのある子

## 沿革
- 1892年（明治25年）5月2日 - 昔の当麻学校・下溝学校が合併し、麻溝小学校設立。
- 1893年（明治26年）10月7日 - 麻溝小学校新築起工式挙行。
- 1894年（明治27年）12月18日 - 本校舎落成し、当麻学校児童収容  (両校児童収容完了､開校式挙行)
- 1901年（明治34年）3月27日 - 高等科併置､尋常高等麻溝小学校と改称。
- 1905年（明治38年）2月1日 - 実業補習学校併設。
- 1917年（大正6年）
  - 2月27日 - 第1次校地拡張（42坪）。
  - 3月26日 - 第2次校地拡張（2104坪）。
- 1923年（大正12年）
  - 2月21日 - 第3次校地拡張（100坪）。
  - 4月1日 - 麻溝村立麻溝尋常小学校と改称。
- 1934年（昭和9年）
  - 3月12日 - 第4次校地拡張（491坪）。
  - 10月17日 - 青年学校併設。
- 1941年（昭和16年）
  - 4月1日 - 国民学校令により、麻溝国民学校と改称。
  - 8月24日 - 第5次校地拡張（951坪）。
- 1943年（昭和18年）4月1日 - 併設の麻溝青年学校が、上溝青年学校に統合。
- 1949年（昭和24年）9月21日 - 校舎大増築（第1期工事）。同時に校舎取り壊し着手。
- 1950年（昭和25年）10月5日 - 落成式挙行。
- 1962年（昭和37年）11月30日 - 給食室着工。
- 1963年（昭和38年）
  - 1月31日 - 給食室竣工。
  - 2月16日 - 給食室落成式挙行。
- 1964年（昭和39年）
  - 5月21日 - プール起工式挙行。
  - 7月14日 - プール完成し、プール開き挙行。
- 1968年（昭和43年）3月2日 - 校歌制定（作詞:今泉忠義・作曲:鏑木創）。
- 1969年（昭和44年）9月3日 - 特別教室として理科室、音楽室の改造工事完了。
- 1970年（昭和45年）9月3日 - 特別教室として図工室、家庭科室の改造工事完了。
- 1972年（昭和47年）7月1日 - 児童増により、プレハブ2教室設置。
- 1973年（昭和48年）
  - 3月10日 - 校庭スプリンクラー設置（4基）。
  - 9月11日 - 体育館完成。
  - 11月1日 - 新校舎建設着工。
- 1974年（昭和49年）7月10日 - 新校舎完成。
- 1976年（昭和51年）3月19日 - 新校舎（第2棟）完成。
- 1977年（昭和52年）7月11日 - 新国旗掲揚塔設置。
- 1979年（昭和54年）
  - 3月8日 - 新校舎（第1棟）完成。
  - 6月3日 - 創立88周年記念式典挙行（記念誌・岩石庭園・池・日時計・歴代校長写真・PTA会長写真完成）。
  - 8月31日 - 新給食室完成。
- 1981年（昭和56年）6月13日 - 新プール完成。
- 1984年（昭和59年）10月13日 - 学研教育賞受賞。
- 1985年（昭和60年）1月25日 - 神奈川県教育委員会より学校給食優良校として表彰。
- 1988年（昭和63年）9月1日 - 保健室改造。
- 1991年（平成3年）1月28日 - 視聴覚室を改造し、パソコン教室設置。物置と腐葉土小屋新設。
- 1992年（平成4年）
  - 5月20日 - 校舎増築・改築工事着工（図工室、理科室、音楽室、昇降口）。
  - 8月30日 - ふれあい広場（ふれあいランド）設置。
- 1993年（平成5年）3月6日 - 創立100周年記念式典挙行。
- 1995年（平成7年）3月31日 - プレハブ校舎（6教室）設置。
- 1996年（平成8年）8月 - 職員室空調施設設置。給食室増改築工事完了。
- 1997年（平成9年）
  - 3月 - プール改築工事完了。
  - 8月 - 校庭一部遊具移動工事完了。
- 1998年（平成10年）2月 - ふれあいランドぶどう棚改修。
- 2000年（平成12年）9月 - 3棟・体育館耐震工事。
- 2002年（平成14年）
  - 3月 - 夢の丘小学校との分離。
  - 4月 - つくし級開設。
- 2003年（平成15年）
  - 1月 - 創立110周年記念演劇鑑賞会開催。
  - 2月 - ホームページ開設。
  - 3月 - シャワー設置（職員更衣室）。
- 2004年（平成16年）
  - 1月 - シャワー設置（つくし級）。
  - 3月 - 正門側防球ネット完成。
- 2005年（平成17年）2月 - かがやきルーム完成
- 2006年（平成18年）
  - 3月 - 1棟と2棟のトイレ改修。
  - 7月 - 麻っ子広場完成。
  - 10月 - 体育館改修。
- 2008年（平成20年）7月 - 麻っ子広場改修工事。
- 2009年（平成21年）12月 - 家庭科室各机にガス台設置。
- 2010年（平成22年）3月 - 体育館トイレ改修。
- 2011年（平成23年）8月 - 1棟改修。
- 2012年（平成24年）8月 - 2棟改修。
- 2014年（平成26年）11月 - 非常用発電機改修。
- 2016年（平成28年）
  - 1月 - 日本教育公務員弘済会より研究奨励賞を受賞。
  - 10月 - A棟校舎改築工事開始。
- 2018年（平成30年）2月 - A棟校舎新築工事完了。
- 2019年（令和元年）8月 - B棟耐震工事完了。

## 児童数・学級数
- 本校の児童数は全学年合計で583人。学級数は全学年合計で23学級となっている（2024年（令和6年）5月1日現在）[1]。

## 通学区域
出典
- 相模原市南区
  - 麻溝台1丁目（1番）
  - 大字麻溝台（98～114番・346～410番・692～733番・735～753番・755番・756番・758番・1063～1116番・1443～1523番・1872～1967番・2309～2347番・3106番・3108～3114番・3116番・3156番・3158～3444番・3513～3622番・3723～3840番・3847～3888番）
  - 北里1丁目（1〜14番）
  - 下溝（316～334番・368～1339番・1353～2175番・2176番(2〜12号)・2184番・2194番(2号・3号)・2195番2号・2203～2204番・2205番(1号・2号・6号・9号・10号・12〜16号)・2206～2300番・2322～2324番・2332番(4号・5号)・2333番1号・2335～2338番・2339番1号・2340番1号・2341番1号・2342番・2343番・2344番1号・2345～2351番・2352番1号・2358～2362番・2658～5734番）
  - 当麻（748～822番・824番・825番・830番・832番(1号・4〜15号)・838～849番・1109番・1176～1422番・1473～1483番・1484番(1号・3号)・1485番・1490～1495番・1511～1522番・1524番・1525番・1550～1558番・1561番・1562番・1568～1577番・1579番・1580番・1596～1602番・1610～1639番・1645～1657番・1778～1797番）

## 進学中学校
出典
- 相模原市南区
  - 相模原市立相陽中学校

## 周辺
- 馬嶋医院 - 敷地が隣接。
- 神奈川県道46号相模原茅ヶ崎線
- 神奈川県道・東京都道52号相模原町田線
- JR東日本相模線 - 線路は校地東側のすぐそばを通るが、原当麻駅は少し離れている。
- JA相模原市麻溝支店

## 交通アクセス
- JR東日本相模線原当麻駅から、
  - 県道52号線側の門まで、徒歩約330m・約5分（県道52号線を跨ぐ歩道橋経由）。
  - 校地南側の門まで、徒歩約520m・約8分。
  - 下述の神奈中バスに乗車し4分、「原当麻」停留所下車後、徒歩。
- 神奈川中央交通「台14」系統で、
  - 「原当麻」停留所（県道46号線上）から、校地南側の門まで、徒歩約185m・約3分。
    - ただし、原当麻駅発相武台前駅行のみ停車。

  - 「原当麻駅入口」停留所（県道52号線上）より、県道52号線沿いの門まで、
    - のりば1（原当麻駅行）から、徒歩約185m・約3分。
    - のりば2（相武台前駅行）から、徒歩約95m・約1〜2分。